# Sulawesipatrijsduif
De Sulawesipatrijsduif (Gallicolumba tristigmata) is een vogel uit de familie van de duiven van het geslacht Gallicolumba.

## Verspreiding en leefgebied
Deze soort is endemisch op het Indonesische eiland Sulawesi en telt drie ondersoorten:
- G. t. tristigmata: noordelijk en noordmidden Sulawesi.
- G. t. bimaculata: zuidelijk Sulawesi.
- G. t. auripectus: zuidmidden en zuidoostelijk Sulawesi.